# Плезент Вју (Јута)
Плезент Вју (енгл. Pleasant View) град је у америчкој савезној држави Јута.

## Демографија
По попису из 2010. године број становника је 7.979, што је 2.347 (41,7%) становника више него 2000. године.
| Група             | 2000.         | 2010.         |
| Белци             | 5.282 (93,8%) | 7.143 (89,5%) |
| Афроамериканци    | 27 (0,5%)     | 28 (0,4%)     |
| Азијати           | 27 (0,5%)     | 75 (0,9%)     |
| Хиспаноамериканци | 222 (3,9%)    | 579 (7,3%)    |
| Укупно            | 5.632         | 7.979         |